# Forces de l'armée de l'air et de défense aérienne de la république de Croatie
Pour les articles homonymes, voir HRZ.
L'aviation militaire et la défense aérienne croates (Hrvatsko ratno zrakoplovstvo i protuzračna obrana ou HRZ i PZO) est une composante de l'Armée de la république de Croatie dont la mission est d’assurer la souveraineté de l’espace aérien de la République de Croatie et le support aérien aux autres composantes de l’armée dans l’exécution de leurs missions. Elle a également pour fonction l’organisation de la défense anti-aérienne.

## Histoire
Créée en novembre 1991, pendant la guerre d'indépendance qui a opposé les forces croates à l'armée yougoslave et aux paramilitaires serbes, les forces de l'armée de l'air et de défense aérienne croates ont été dans un premier temps équipées de petits avions de tourisme et agricoles issus d'aéroclubs locaux.
Leurs missions, essentiellement concentrées vers la reconnaissance, le transport de blessés et de matériels sur les zones de conflits va évoluer avec l'arrivée à partir de 1992, des premiers avions de chasse MiG-21 issus de la défection des pilotes croates de l'armée populaire yougoslave et des importations parallèles.
En 2003 est créée la patrouille acrobatique Wings of Storm. Basée à Zadar, elle vol sur six Pilatus PC-9.
Le 1er avril 2009 la Croatie adhère à l'OTAN, ce qui s'ensuit par un effort important de modernisation de son armée pour être compatible avec celles des autres membres de l'alliance.

## Organisation
[Quand ?]
Le commandement de l’aviation militaire est situé à Zagreb, sur l'aéroport de Pleso. Il est assuré par le général de brigade Vlado Bagarić. Wings of Storm est la patrouille acrobatique de la force aérienne croate.

## Bases aériennes

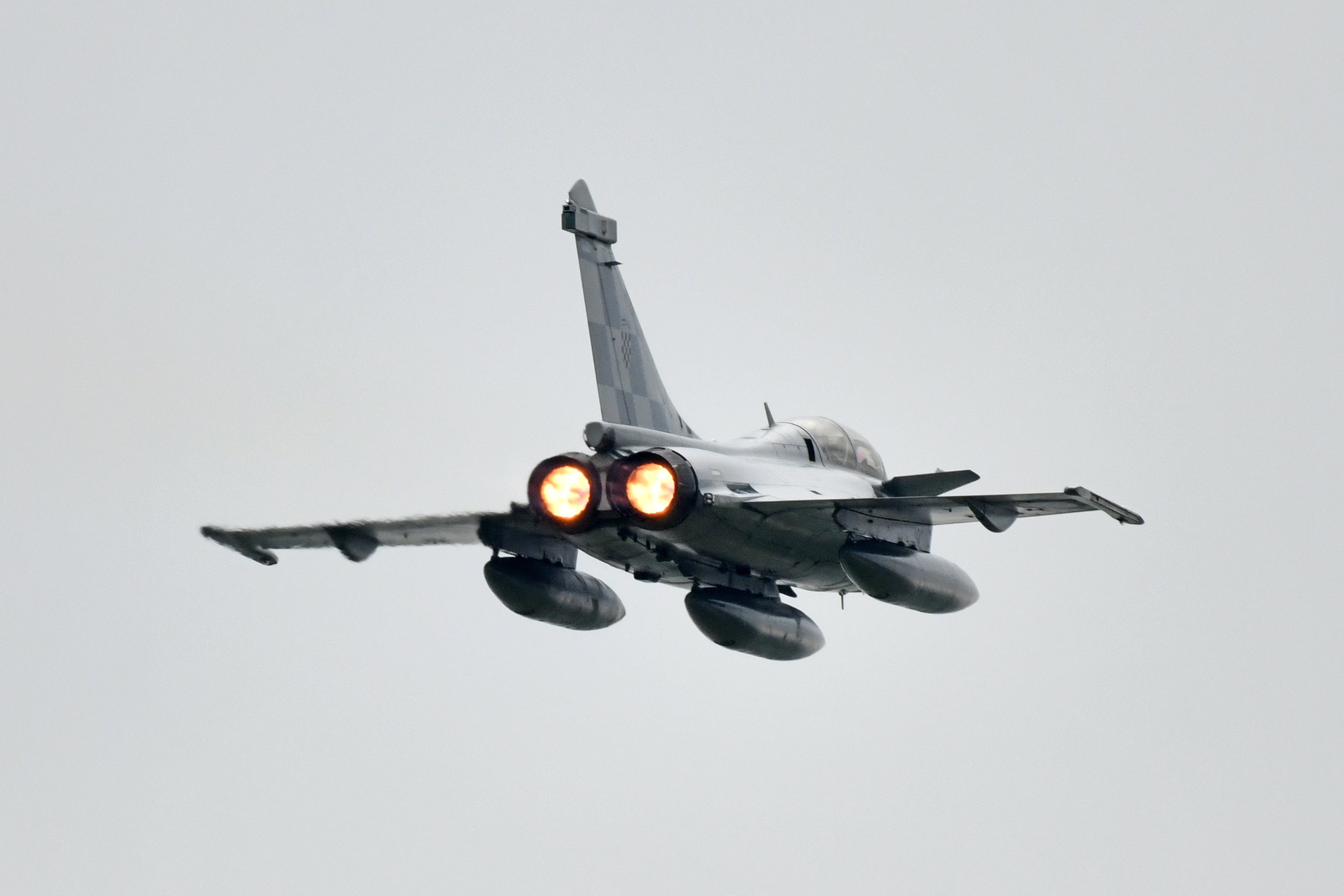
Rafale croate arrivant pour la première fois en Croatie

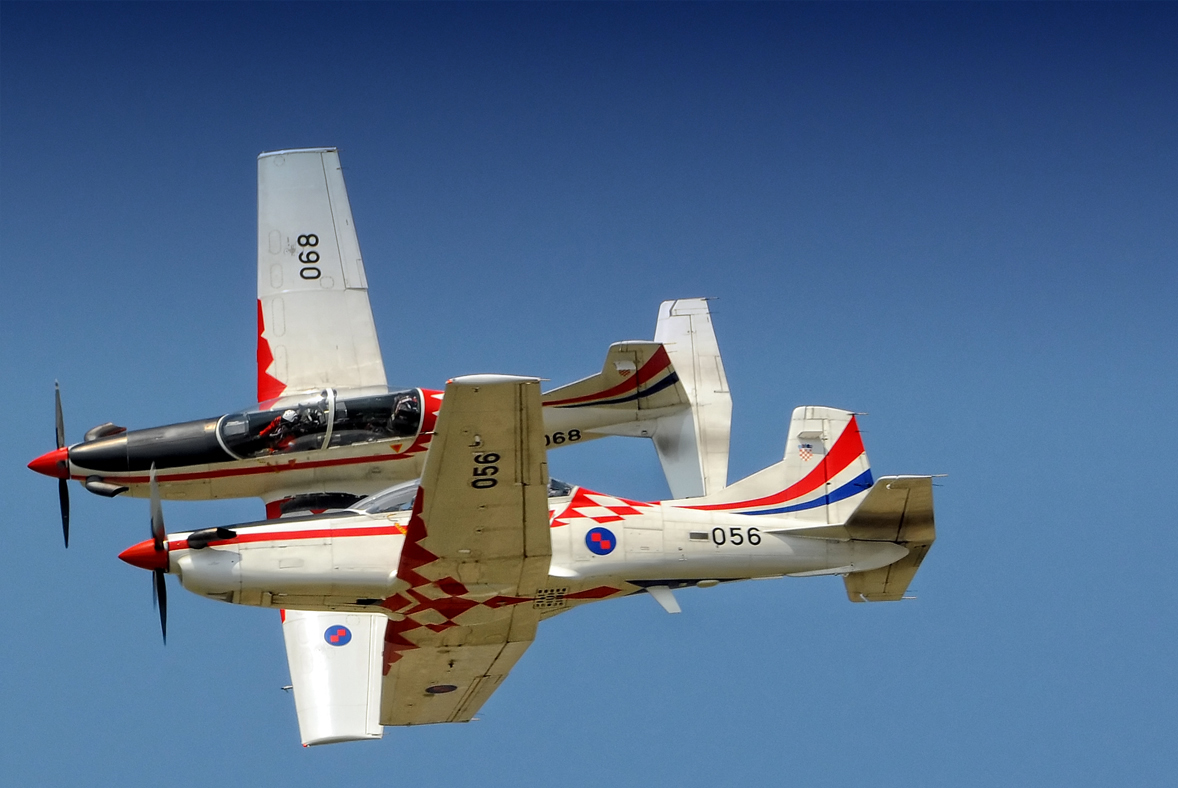
Pilatus PC-9 en vol avec les Wings of Storm en 2011

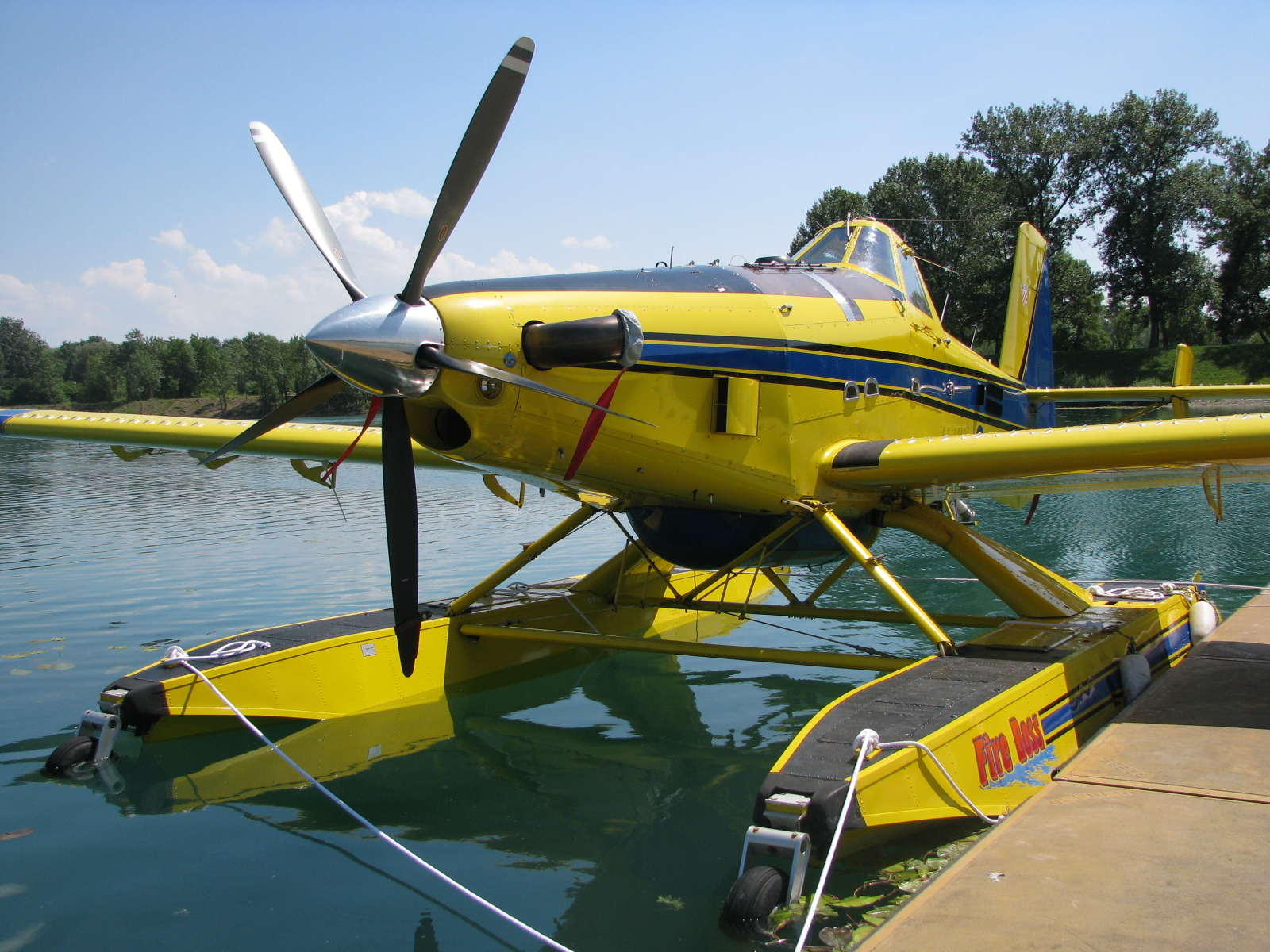
Air Tractor AT-802A croate

- base aérienne 91 Zagreb – Pleso (OACI: LDZA)
- base aérienne 92 Pula (OACI: LDPL)
- base aérienne 93 Zadar - Zemunik
- base aérienne 94 Lučko (OACI: LDZL) (cette base n'est plus utilisée depuis l'an 2000).
- base aérienne 95 Split - Divulje (OACI: LDSP)
- base aérienne Udbina (non utilisée) (OACI: LDZU)

## Unités de l'armée de l'air
[Quand ?]
- base aérienne 91 Zagreb – Pleso
  - 191e escadrille d'avions de chasse -  Rafale B/C F3-R
  - 27e escadrille d’avions de transport - An-32B, PA-31P, Cessna R.172K, Cessna T210N
  - 28e escadrille d’hélicoptères de transport - Mi-8 MTV-1
  - unité pour le transport des personnalités - Canadair CL604

- base aérienne 92 Pula
  - 22e escadrille d’avions de chasse  - MiG-21 bis/UM

- base aérienne 93 Zadar - Zemunik
  - 1re escadrille d’avions - Utva 75, Pilatus PC-9M,
  - 2e escadrille d’hélicoptères - Bell 206 B3, Mi-8 T/S,
  - 855e escadrille de lutte anti-incendie - Canadair CL-415 T, AirTractor AT-802

- base aérienne 95 Split - Divulje
  - 20e escadrille d’hélicoptères de transport - Mi-8 MTV-1, Mi-17

- 218e escadrille de surveillance aérienne et navigation (ZMIN) à Sisak et Čakovec

- 25e escadrille mixte de surveillance et guerre électronique

- 205e brigade de missiles anti-aériens

- 42e compagnie du génie

- 74e compagnie de police militaire

- 279e compagnie de liaison

- 313e brigade de logistique

- École de l’air « Rudolf Perešin » à Zadar-Zemunik

- Institut de médecine de l'armée de l'air

## Équipements principaux
Les appareils en service en 2024 sont les suivants,, :
| Aéronefs               | Photo           | Origine         | Type                                                            | En service      | Versions            | Notes |                 |
| Avion de chasse        | Avion de chasse | Avion de chasse | Avion de chasse                                                 | Avion de chasse | Avion de chasse     | Avion de chasse | Avion de chasse |
| ---------------------- | --------------- | --------------- | --------------------------------------------------------------- | --------------- | ------------------- | --- | --------------- |
| Dassault Rafale        |                 | France          | Avion multirôle                                                 | 12              | F3R                 | 12 Rafale d'occasion français (2 biplaces et 10 monoplaces),. |                 |
| Avion d'entraînement   |                 |                 |                                                                 |                 |                     | |                 |
| Pilatus PC-9           |                 | Suisse          | Avion d'entraînement intermédiaire et avancé                    | 14              | PC-9M               | 3 PC-9 (occasions) et 17 PC-9M livrés en 1996 et 1997 |                 |
| Zlín Z 42              |                 | Tchécoslovaquie | Avion d’entraînement primaire et de liaisons                    | 4               | Z-242L              | |                 |
| Avion bombardier d'eau |                 |                 |                                                                 |                 |                     | |                 |
| Air Tractor AT-802     |                 | États-Unis      | Avion de lutte contre les feux de forêts                        | 6               | AT-802A et AT-802F. | |                 |
| Canadair CL-415        |                 | Canada          | Avion de lutte contre les feux de forêts                        | 6               | CL-415A             | Livrés entre 1997 et 2009. Les deux derniers commandés en novembre 2007. |                 |
| Hélicoptère            |                 |                 |                                                                 |                 |                     | |                 |
| Mil Mi-17              |                 | Russie          | Hélicoptère de manœuvre et d'assaut et de recherches-sauvetages | 10 11           | Mi-171Sh Mi-17-1V   | 10 Mi-171Sh (version d'export du Mi-8AMTSh, version militaire de transport et de soutien aérien), commandés en 2006 et reçus entre 2007 et 2008. En mars 2023, on spécule que 14 Mi-8/17 soient livrés à l'Ukraine. |                 |
| Mil Mi-8               |                 | Russie          | Hélicoptère de manœuvre et d'assaut et de recherches-sauvetages | 3               | Mi-8T               | |                 |
| UH-60 Black Hawk       |                 | États-Unis      | Hélicoptère de manœuvre et d'assaut                             | 4               | UH-60M              | 2 ont été donnés par les États-Unis, 2 autres ont été commandés en novembre 2019 |                 |
| Bell OH-58 Kiowa       |                 | États-Unis      | Hélicoptère d’assaut et de reconnaissance                       | 15              | OH-58D              | 16 appareils des surplus de l'US Army livrés en 2016. Un s'abîme en mer le 27 janvier 2020 |                 |
| Bell 206B JetRanger    |                 | États-Unis      | Hélicoptère de liaisons et d’entraînement                       | 8               | Bell-206B           | 10 appareils livrés en 1997 (production canadienne) |                 |
| Drone                  |                 |                 |                                                                 |                 |                     | |                 |
| Elbit Hermes 450       |                 | Israël          | Drone tactique de taille moyenne                                | 2               |                     | |                 |
| Elbit Skylark          |                 | Israël          | Drone tactique de petite taille                                 | 6               |                     | |                 |
| Bayraktar TB2          |                 | Turquie         | Drone tactique de combat                                        |                 |                     | 6 commandés |                 |

### Anciens aéronefs
| Aéronefs                 | Photo           | Origine          | Type                  | Versions             | Nombres         | Période de service | Notes                     |
| Avion de chasse          | Avion de chasse | Avion de chasse  | Avion de chasse       | Avion de chasse      | Avion de chasse | Avion de chasse    | Avion de chasse           |
| ------------------------ | --------------- | ---------------- | --------------------- | -------------------- | --------------- | ------------------ | ------------------------- |
| Mikoyan-Gurevitch MiG-21 |                 | Union soviétique | Chasseur-bombardier   | MiG-21bisD MiG-21UMD | 25? 11 en 2024  | 1992 - 2024        | MiG-21 croates            |
| Avion de transport       |                 |                  |                       |                      |                 |                    |                           |
| Antonov An-32            |                 | Ukraine          | transport tactique    | An-32B               | 2               |                    | Immatriculations 707, 727 |
| Hélicoptère              |                 |                  |                       |                      |                 |                    |                           |
| Mil Mi-24                |                 | Union soviétique | hélicoptère d'attaque | Mi-24V               | 6               |                    |                           |

- Appareils retirés depuis 1996
  - 15 MiG-21bis/UM, réformés mais utilisés comme pièces détachées
  - 12 Mi-24D/V, réformés en 2002 (Mi-24D) et 2006 pour les (Mi-24V), un lot de 7 appareils est proposé à la vente en l’état
  - 3 Soko G-2 Galeb, réformés en 1996, par manque de pièces détachées
  - 1 Soko J-21 Jastreb, réformé en 1996, par manque de pièces détachées
  - 3 ou + Soko J-20 Kraguj, réformés à cause de leur obsolescence
  - 5 ou + Mil Mi-8T/S – utilisés comme pièces détachées
  - 11 Utva 75 – réformés et remplacés par 5 Zlin
  - 11 Antonov An-2 – rendus aux aéroclubs
  - 3 Canadair CL-215 – le dernier a été retiré en 2004, ils ont été remplacés par 4 Canadair CL-415
  - 4 MD-500C – réformés à la fin des années 1990
  - 1 Dornier Do 28
  - 1 Dassault Falcon 10 – remplacé par un Bombardier Challenger CL-604

### Évolution
| Ordre de bataille de l'aviation croate en novembre 1991 - SZV = Samolstalni Zrakoplovni Vod (Unité Aérienne Indépendante) |                                           |          |
| Escadrille | Type                                      | Base     |
| SZV Osijek | An-2 x 3, Piper PA-18 x 1+, PZL M-18 x 1+ | Osijek   |
| SZV Bjelovar | An-2 x ?, UTVA-75 x ?                     | Bjelovar |
| SZV Split | An-2 x ?, UTVA-75 x ?                     | Split    |

| Ordre de bataille de l'aviation croate en mai 1992 |                                           |                |
| Escadrille                                         | Type                                      | Base           |
| SZV Osijek                                         | An-2 x 3, Piper PA-18 x 1+, PZL M-18 x 1+ | Osijek         |
| SZV Bjelovar                                       | An-2 x ?, UTVA-75 x ?                     | Bjelovar       |
| 1re escadrille de chasseurs                        | MiG-21bis K x 3                           | Zagreb - Pleso |
| SZV Split                                          | An-2 x 2+, Cessna 172M x 1, UTVA-75 x 2   | Split          |

| Ordre de bataille de l'aviation croate en 1996 |                               |                |
| Escadrille                                     | Type                          | Base           |
| 21. escadrille de chasseurs                    | MiG-21bisK x 13, MiG-21UM x 2 | Zagreb - Pleso |
| 29. escadrille d'hélicoptères de combat        | Mi-24D/V x 12                 | Zagreb - Pleso |
| 27. escadrille d'avions de transport           | An-2 x 4, UTVA-75, Mi-8MTV-1  | Split          |
| 22. escadrille de chasseurs                    | MiG-21bisK x 7, MiG-21UM x 2  | Pula           |
| escadrille d'hélicoptères                      | MD 500 x 4                    | Pula           |
| 20. escadrille d'hélicoptères de transport     | Mi-8T/S x 6, Mi-8MTV-1 x 10   | Zagreb - Lučko |

#### Renouvellement des aéronefs

##### Mi-171Š
Les 7 hélicoptères d’attaque Mil Mi-24 ont été réformés en 2006 et une nouvelle escadrille de 15 hélicoptères de transport a été formée dès la réception de nouveaux hélicoptères Mi-171Š à partir de 2008 en compensation des créances de l’État russe.

##### Rafale
La réforme des avions de chasse MiG-21 croates était en 2007 prévue pour 2010. Un appel d’offres avait été lancé pour 12 chasseurs polyvalents mais a été annulé. En 2011, la société ukrainienne Ukspecexport a été choisie pour moderniser 12 MiG-21L, les travaux se sont terminés en 2015. À cette date, il était envisagé qu'ils restent en service jusqu'au début des années 2020.
Dans le cadre de la mise à niveau de ses forces aériennes pour atteindre les standards de l'OTAN à la suite de l'adhésion du pays dans l'alliance, la Croatie voulait acquérir en 2018 en seconde main 12 F-16D Barak (10 monoplaces et 2 biplaces) revendus par Israël. Mais en janvier 2019, cela est annulée, les  États-Unis apposaient leur veto car leurs systèmes électroniques avaient été améliorés par l’industrie israélienne et qu'ils exigeaient que ces avions soient livrés dans leur configuration d’origine. Deux appareils auraient dû être livrés en 2020, six en 2021 et quatre en 2022.
Un appel d'offres est lancé[Quand ?] dans lequel concourent des F-16 Viper neufs, des F-16 israéliens d'occasion, des Gripen et des Rafale français d'occasion. Le 28 mai 2021, le gouvernement croate annonce son choix d'acheter 10 Rafale monoplaces (Rafale C F3R) et 2 biplaces (Rafale B F3R) pour un contrat de 999 millions d'euros,. Les six premiers exemplaires sont prévus pour être livrés en 2024, les six autres en 2025.
En novembre 2021, la Croatie confirme l'achat des 12 Rafale d'occasions.